# توما روستولان
توما روستولان (فرانسوی: Thomas Rostollan‎؛ زادهٔ ۱۸ مارس ۱۹۸۶) دوچرخه‌سوار اهل فرانسه است.
از باشگاه‌هایی که در آن رکاب زده‌است می‌توان به تیم دوچرخه‌سواری آرمی دو تر و دلکو–مارسی پوونس کی‌تی‌ام اشاره کرد.